# Message Quest
Message Quest — російська інді-відеогра, розроблена новоствореною компанією Royal Troupe та випущена в продаж на платформі Steam 22 жовтня 2015 року.
Одразу після запуску гра була доступна для встановлення на комп'ютерах з операційними системами Windows, Ubuntu і Mac OS X. Демоверсія також доступна в браузері. Навесні 2016 року планується вихід гри на мобільних пристроях.
5 грудня 2015 року гра отримала локалізацію українською мовою.

## Ігровий процес
Жанрово це двовимірний графічний квест з point-and-click-механікою та головоломками. Битви з босами виконані в стилі JRPG. Самі розробники називають свій проєкт інтерактивною казкою. Геймплей стандартно для жанру складається з дослідження локацій, вирішення головоломок та діалогів. У діалогах гравець може обирати відповіді за обох персонажів, а не лише за протагоніста, як це зазвичай буває у відеоіграх. (Схожий прийом було раніше застосовано в інді-грі Kentucky Route Zero.)

## Сюжет

Ноа, Фесте, Мадлен та Лін-Райн

Розробники хотіли створити історію, що буде достатньо простою та цікавою для дітей, але водночас достатньо глибокою, аби зацікавити й дорослих. Казка багато в чому схожа з «Гобітом» Джона Толкіна. Вона закладає основи сетингу, цілого нового ігрового всесвіту, що може бути використаний в інших творах у майбутньому. А її головний герой, Фесте, багато в чому нагадує Більбо. За словами Марії Кравцової, це типовий герой, що опирається, відмовляється від «поклику». Лінь — одна з головних його рис. Але є й інші: доброта, вміння співпереживати. До купи він ще й доволі цинічний.
Останньому та найледачішому члену Гільдії вісників випадає доставити послання Герою, аби врятувати світ Аваранжу. Проте Фесте все байдуже, він зовсім не бажає кудись іти чи щось робити і хоче, щоб йому дали спокій та дали поспати в комірчині. Ноа, голова гільдії, все ж виставляє хлопця за ворота з посланням. У пошуках Героя юному віснику випаде відвідати Поляну скрипалів і зачарована Корчма, з якої немає виходу, побороти власну Лінь і сильно змінитися, познайомитися зі співачкою Мадлен та Королем Бардів, згадати власне минуле та врятувати майбутнє світу.

## Розробка

### Виробничий процес
Марія Кравцова
Ідея Message Quest з'явилася влітку 2013 року. Розробка гри тривала близько двох років. У продажу проект з'явився через двадцять місяців після анонсу.
Твором, що надихнув Марію Кравцову на створення власної відеогри, був Hamlet or the Last Game without MMORPG Features, Shaders and Product Placement. Їй сподобалася ідея органічного поєднання головоломок з сюжетом, коли ті не виглядають чужорідним елементом в основній історії. Ігровий всесвіт було вигадано Марією набагато раніше, як певну «платформу» для майбутніх творів. Проте першою втіленою у цьому всесвіті історією стала відеогра Message Quest.
В лютому 2014 року, під час творчої кризи, Марія вирішила взяти участь в GamesJamKanobu, де була також у складі журі. Участь у конкурсі їй дозволили за умови, що розробка не претендуватиме на призові місця. Тоді й була сформована перша команда та відбулося перше (бодай мінімальне) втілення ідей.
Повноцінна розробка почалася лише в грудні 2014 року, коли до команди приєднався програміст Віктор Смірнов, а Марія звільнилася з основної роботи. На перших порах гра виглядала як намальований вручну анімаційний фільм, проте згодом команда вирішила перетворити все зображення на суцільний живий вітраж. Ідея використання вітражів як артстилю з'явилася ще на початку розробки в 2014 (тоді Олена Медовнікова створила для гри оформлення основного меню у вигляді вітража), проте була відкинута. Через рік до неї повернулися, спробували зробити анімацію в даному стилі, і зрештою таке графічне оформлення було схвалене як основне.
Сценарій гри переписувався загалом близько десяти разів. Як і у випадку з графічною складовою, одного разу в процесі розробки було навіть прийнято рішення відмовитися від попередніх напрацювань та переписати сюжетну лінію заново. Команді також довелося звертатися за допомогою до більш досвідчених сценаристів. Коли написані окремо тексти було перенесено зі сценарного документа в гру, Марії Кравцовій вони видалися претензійними, пафосними, недоречними, банальними та шаблонними. Тому надалі вона писала текст одразу в редакторі Unity, постійно перевіряючи, як все виглядатиме власне в грі
Кошторис склав близько $10 000 (700 000 RUB). Найбільшу частку з цієї суми становили витрати на візуальну складову. На другому місці — витрати на локалізацію. Усе фінансування відбувалося лише коштом команди розробників, багато чого було зроблено в борг. На думку авторів, аби проєкт окупився, потрібно продати 12 тисяч копій.
Перший прототип гри Марія Кравцова зробила власноруч за допомогою RPG Maker. Розробка релізної версії велася командою в інструментарії Unity. Анімація була зроблена в Adobe Flash та портована до Unity за допомогою GAF Media.
Персонажі гри розмовляють на лоджспіку — мові, вигаданій студією Ice-Pick Lodge для головного героя гри «Тук-тук-тук». Голова студії, Микола Дибовський, дозволив використовувати цю говірку при створенні Message Quest.
Усього в озвучуванні гри брали участь дві дівчини та хлопець. Отже, усі чоловічі голоси в грі були виконані одним актором. Окрім голосу головного героя, котрого озвучила дівчина. Запис акторів проходив на студії Олександра Ахури. Музику для гри написали Олександр Тулупов та Ірина «Ресса Шварцвальд» Нікітіна. Звуки — Артем Самойленко та Олександр Ахура.
Провідним розробником та ідеологом гри була Марія Кравцова, лише вона займалася проєктом як основною роботою. Інші учасники команди суміщали участь в даному проєкті з іншою роботою, всі вони працювали віддалено. У команді були задіяні люди з Росії, України та Білорусі. Програмуванням гри займався Віктор Смірнов. Анімацією — Юлія Самородова. Художник проєкту — Олена Медовнікова. В розробці також брав участь чоловік Марії, Ярослав Кравцов, котрий серед іншого займався розробкою боїв з босами та геймдизайном загалом.
Назва новоствореної компанії-розробника, Royal Troupe, була взята власне з гри, на честь трупи Короля Бардів.

### Музичний супровід
20 листопада 2015 року у продажу на iTunes та Amazon, а також на Spotify з'явився альбом Message Quest Soundtrack до якого ввійшли використані у грі музичні композиції Олександра Тулупова та Ірини «Ресси Шварцвальд» Нікітіної. 7 грудня того ж року альбом став доступний безкоштовно для всіх власників гри у Steam, проте п'ята та шоста композиції у цій версії були скорочені вдвічі.
| Message Quest Soundtrack | Message Quest Soundtrack | Message Quest Soundtrack          | Message Quest Soundtrack |
| #                        | Назва                    | Автор музики                      | Тривалість               |
| ------------------------ | ------------------------ | --------------------------------- | ------------------------ |
| 1.                       | «Main Theme»             | Олександр Тулупов                 | 2:07                     |
| 2.                       | «Dreaming»               | Олександр Тулупов                 | 1:07                     |
| 3.                       | «Interworld Road»        | Ірина «Ресса Шварцвальд» Нікітіна | 2:04                     |
| 4.                       | «Crossworld Inn»         | Олександр Тулупов                 | 3:38                     |
| 5.                       | «Battle»                 | Ірина «Ресса Шварцвальд» Нікітіна | 2:11                     |
| 6.                       | «Crisis»                 | Ірина «Ресса Шварцвальд» Нікітіна | 1:59                     |
| 7.                       | «Rift»                   | Ірина «Ресса Шварцвальд» Нікітіна | 1:23                     |
| 8.                       | «Madlen's Song»          | Ірина «Ресса Шварцвальд» Нікітіна | 0:56                     |
| 15:25                    |                          |                                   |                          |

### Вплив
За словами самих розробників, казка виконана в найкращих традиціях «Гобіта» Джона Толкіна та «Хронік Нарнії» Клайва Льюїса. Джерелами натхнення для власне історії та атмосфери були анімаційні фільми студій Topcraft (The Flight of Dragons, The Last Unicorn, The Hobbit) та Ghibli.
Також деякі елементи були взяті з казки П'єра Гріпарі фр. «Histoire du Prince Pipo, de Pipo le cheval et de la Princesse Popi», а також з коміксу Ніла Ґеймена «The Sandman».
Низку епізодів було вигадано під впливом пісень британського рок-гурту Blackmore's Night. У власне текстах діалогів є багато цитувань художніх творів, наприклад з Іліади чи творчості братів Стругацьких.
Головного героя було названо на честь Феста — блазня з комедії Вільяма Шекспіра «Дванадцята ніч».

### Вихід та продаж
Гра з самого початку розроблялася для планшетних комп'ютерів на базі операційних систем Android та iOS. Проте виявилося, що інді-розробникам набагато простіше вийти на Steam з версією для персональних комп'ютерів. У вересні 2015 року проект був майже повністю готовий, проте не мав промо-відео, на створення котрого довелося витратити ще кілька тижнів. Зрештою 24 вересня розпочалася кампанія гри на Steam Greenlight. Гра отримала схвалення за 8 днів, набравши загалом 2140 голосів (1145 «за» і 925 «проти»).
22 жовтня почався продаж гри на платформі Steam. За перші десять днів було реалізовано понад тисячу копій. Ще близько трьох тисяч було продано через бандли ще до офіційної появи продукту в магазині Steam. Відсоток повернень був незначним і становив 1,7%.
Оригінальна мова твору — російська. Також розробники замовили професійні переклади на англійську, французьку, німецьку та іспанську. На стадії Greenlight'у за символічну плату гру було перекладено також нідерландською, а майже одразу після виходу в Steam вона отримала фанатський переклад польською. 5 грудня було додано також фанатський переклад українською мовою.

## Оцінки та відгуки
| Видання          | Оцінка |
| ---------------- | ------ |
| Adventure Gamers | 3,5/5  |

Гра отримала здебільшого схвальні відгуки журналістів та покупців. Однією з найприкметніших її рис став графічний стиль.
Щодо рівня складності усі рецензенти зійшлися на думці, що гра досить проста і всі її складові (навіть головоломки) покликані в першу чергу розважати. Так оглядач сайту ProGamer писав: «слово „Quest“ у назві якраз „для ледачих“ — це в жодному разі не квест з усіма невіддільними атрибутами на зразок інвентарю та важких загадок. Кожна сцена проходиться буквально в кілька кліків і дає челлендж рівня планшетних адвенчур».
Сергій Мангасаров з сайту SpiderMedia.ru зазначив, що мета гри — не випробувати ваш розум, а розвеселити та принести радість. Серед недоліків ним було вказане не завжди зручне управління мишкою. В цілому ж гра видалася рецензентові іронічною казкою в дусі творчості Террі Пратчетта.
Іван Осенков з видання IGN Russia сказав, що гра (як і її головний герой) приваблює своєю наївністю та простодушністю. Він також похвалив розробників за мінімізацію піксель-хантингу завдяки грамотному візуальному дизайну та можливості «підсвітити» активні ділянки.
Костянтин Говорун погодився, що загалом гра дійсно схожа на казку, проте додав, що «в цій дитячій казці є хитринка, що захоплює і дорослих. Такий російсько-радянський гумор з цитатами з вітчизняних фентезі та фантастики, трохи програмістського гумору (неначе перезапуск King's Bounty), і все це чудовою, живою мовою».
Серед плюсів рецензенти також відмічали низьку вартість гри (на старті продажу вона коштувала $2,99, €2,99 та 99 RUB залежно від регіону). Проте зазначалося також, що гра є досить короткою: загалом не більше півтори—двох годин ігрового часу.

### Нагороди
- Гра посіла 3 місце в номінації «Гра» на GamesJamKanobu;
- Гра посіла 2 місце на GamesJamUnity;
- Гра була номінована на Media Choice Award на DevGAMM Moscow 2015;
- Гра була номінована на Excellence in Audio на DevGAMM Hamburg 2015[5].